# Río Sensa
Der Río Sensa ist ein 80 km langer linker Nebenfluss des Río Urubamba in den östlichen Voranden in Südzentral-Peru. Er verläuft innerhalb der Provinz La Convención der Region Cusco.

## Flusslauf
Der Río Sensa entspringt in einem nördlichen Ausläufer der nördlichen Cordillera Vilcabamba im Nordwesten des Distrikts Megantoni. Das Quellgebiet liegt an der Wasserscheide zum weiter westlich fließenden Río Tambo auf einer Höhe von etwa 800 m. Der Río Sensa fließt anfangs in Richtung Ostnordost. Ab Flusskilometer 53 wendet sich der Fluss nach Osten. Er mündet schließlich bei der Siedlung Sensa auf einer Höhe von etwa 295 m in den nach Norden strömenden Río Urubamba.

## Einzugsgebiet
Der Río Sensa entwässert ein Areal von etwa 370 km² im Nordwesten des Distrikts Megantoni. Das im Mittel 6,5 km breite Einzugsgebiet des Río Sensa verläuft annähernd in Ost-West-Richtung. Das Gebiet ist überwiegend mit tropischem Regenwald bedeckt. Das Einzugsgebiet des Río Sensa grenzt im Süden an die Einzugsgebiete von Río Huitiricoya und Río Huipaya, im äußersten Westen an die von Quebrada Poyeni und Río Mayapo, beides Nebenflüsse des Río Tambo, im Nordwesten an das des Río Sepa sowie im Norden an das des Río Miaria.

## Ökologie
Der Oberlauf des Río Sensa liegt im Schutzgebiet Reserva Comunal Machiguenga.